# Niżna Łąka
Niżna Łąka est une localité polonaise de la gmina de Miejsce Piastowe, située dans le powiat de Krosno en voïvodie des Basses-Carpates.